# Miré
 Miré  es una comuna y población de Francia, en la región de Países del Loira, departamento de Maine y Loira, en el distrito de Segré y cantón de Châteauneuf-sur-Sarthe.
Su población en el censo de 1999 era de 969 habitantes.
Está integrada en la Communauté de communes du Haut-Anjou .

## Demografía
| 644 | 741 | 961 | 1035 | 958 | 969 |
| Para los censos de 1962 a 1999 la población legal corresponde a la población sin duplicidades (Fuente: INSEE [Consultar]) |     |     |      |     |     |